# Crowheart
Crowheart é uma Região censo-designada localizada no estado norte-americano de Wyoming, no Condado de Fremont.

## Demografia
Segundo o censo norte-americano de 2000, a sua população era de 163 habitantes.

## Geografia
De acordo com o United States Census Bureau tem uma área de
81,0 km², dos quais 81,0 km² cobertos por terra e 0,0 km² cobertos por água. Crowheart localiza-se a aproximadamente 1 858 m acima do nível do mar.

## Localidades na vizinhança
O diagrama seguinte representa as localidades num raio de 76 km ao redor de Crowheart.